# Cribrinopsis albopunctata
Cribrinopsis albopunctata is een zeeanemonensoort uit de familie Actiniidae. De anemoon komt uit het geslacht Cribrinopsis. Cribrinopsis albopunctata werd in 2006 voor het eerst wetenschappelijk beschreven door Sanamyan & Sanamyan. 